# Họ Bạch thứ
Họ Bạch thứ (danh pháp khoa học: Nitrariaceae) là một họ thực vật có hoa trong bộ Bồ hòn (Sapindales).Nó bao gồm 3-4 chi là Nitraria, Malacocarpus, Peganum và Tetradiclis, với tổng cộng 16 loài cây thân thảo tới cây bụi sống một năm hay nhiều năm.
Khu vực phân bố của họ này là các khu vực khô cằn từ Trung Á kéo dài về phía tây tới Bắc Phi và Nam Âu, nhưng cũng có vài loài tại Trung Mỹ (đông México) và tây nam Australia.

## Các quan hệ cũ
Về bề ngoài cũng như các đặc trưng khác như giải phẫu gỗ và có lẽ cả thành phần hóa học cho thấy có các điểm tương tự giữa Nitrariaceae và Zygophyllaceae; do cả hai họ đều sinh sống trong khu vực có khí hậu khô và nóng, và điều này có thể giải thích cho một số trong các điểm tương tự nói trên. Chính vì thế, trong quá khứ hai họ này từng được xếp cùng nhau trong Zygophyllaceae (Cronquist, 1981), mặc dù Takhtadjan (1997) đặt các chi mà bài này coi là thuộc họ Nitrariaceae như là 3 họ tách biệt (Nitrariaceae, Peganaceae, Tetradiclidaceae) trong bộ Zygophyllales của ông. Bộ Zygophyllales trong hệ thống APG III năm 2009 bao gồm họ Zygophyllaceae nghĩa hẹp và họ đơn chi Krameriaceae và không có quan hệ họ hàng gần với Nitrariaceae.

## Các chi
- Nitraria
- Malacocarpus: Chi này đôi khi có thể coi là đồng nghĩa của Peganum. Một loài (Malacocarpus crithmifolius, đồng nghĩa Peganum crithmifolium) ở Trung Á.
- Peganum
- Tetradiclis (bao gồm cả Anatropa): Một loài (Tetradiclis tenella) ở Bắc Phi, Trung Á, Nam Á, Đông Âu.

## Phát sinh chủng loài
Cây phát sinh chủng loài dưới đây lấy theo Sheahan và Chase (1996).

|  | Tetradiclis                                              |
|  |                                                          |
|  | \| \| Malacocarpus \| \| \| \| \| \| Peganum \| \| \| \| |
|  |                                                          |
|  | Malacocarpus                                             |
|  |                                                          |
|  | Peganum                                                  |
|  |                                                          |

|  | Malacocarpus |
|  |              |
|  | Peganum      |
|  |              |

|  | Tetradiclis                                              |
|  |                                                          |
|  | \| \| Malacocarpus \| \| \| \| \| \| Peganum \| \| \| \| |
|  |                                                          |
|  | Malacocarpus                                             |
|  |                                                          |
|  | Peganum                                                  |
|  |                                                          |

|  | Malacocarpus |
|  |              |
|  | Peganum      |
|  |              |

## Hình ảnh

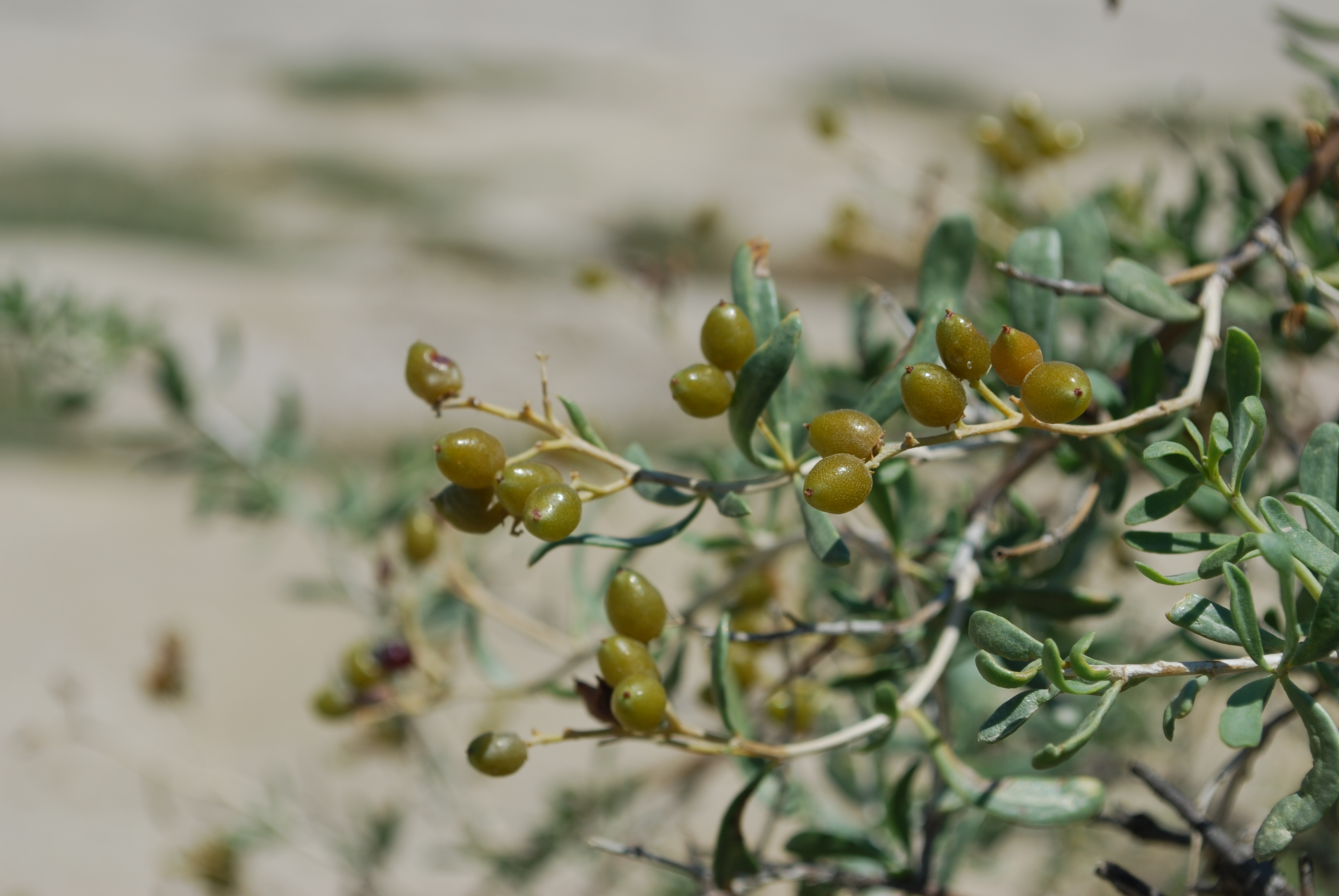
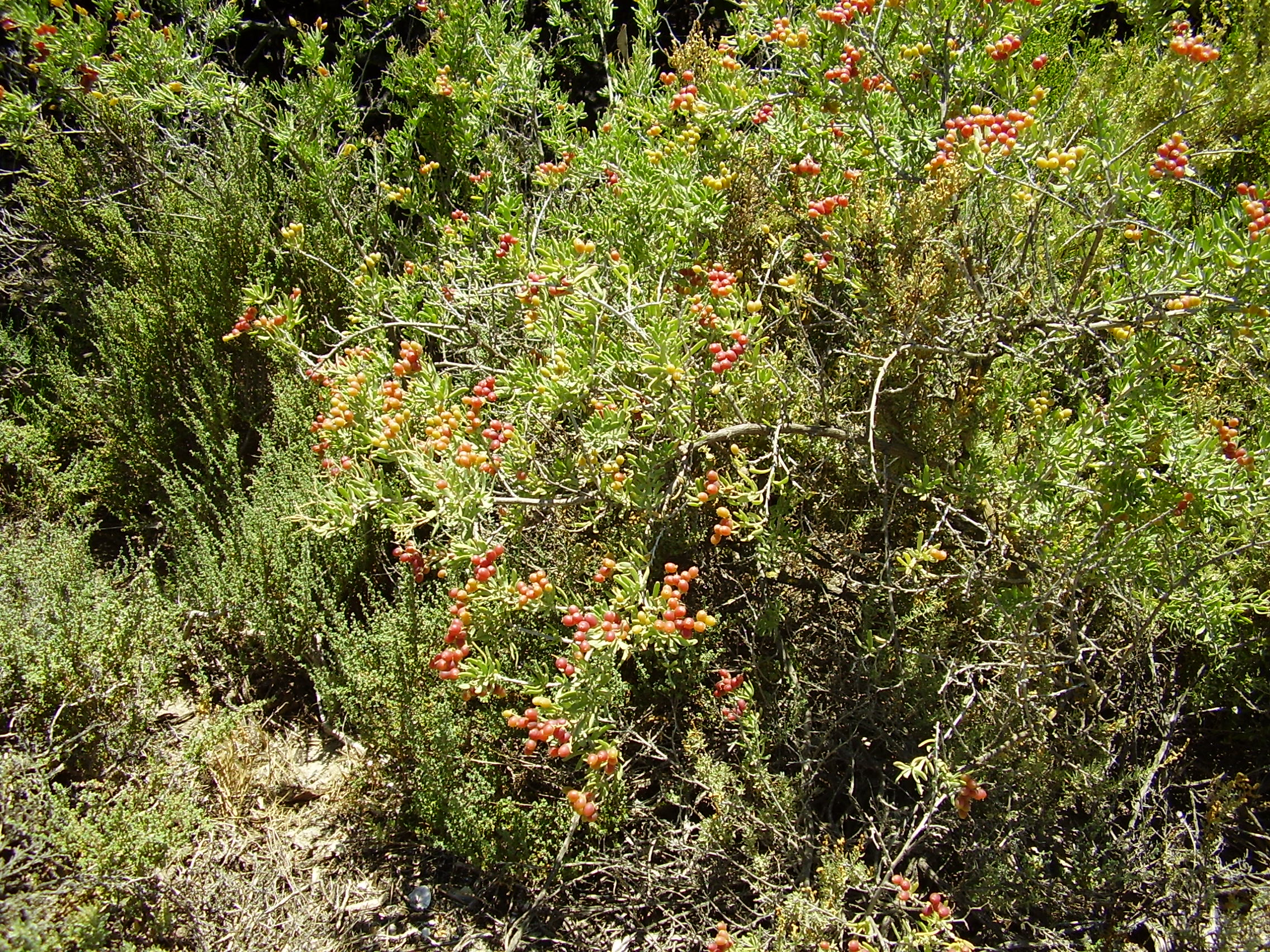
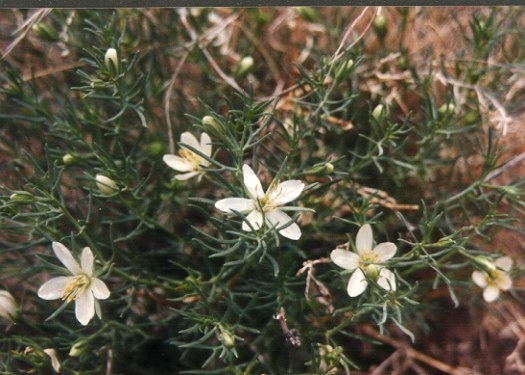
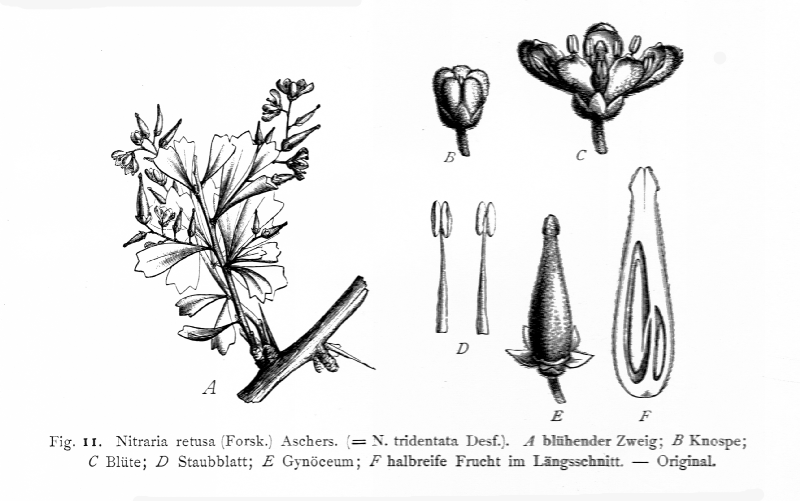